# Savorgnan de Brazza (aviso)
Pour les articles homonymes, voir Brazza.
 (janvier 2021).
Si vous disposez d'ouvrages ou d'articles de référence ou si vous connaissez des sites web de qualité traitant du thème abordé ici, merci de compléter l'article en donnant les références utiles à sa vérifiabilité et en les liant à la section « Notes et références ».

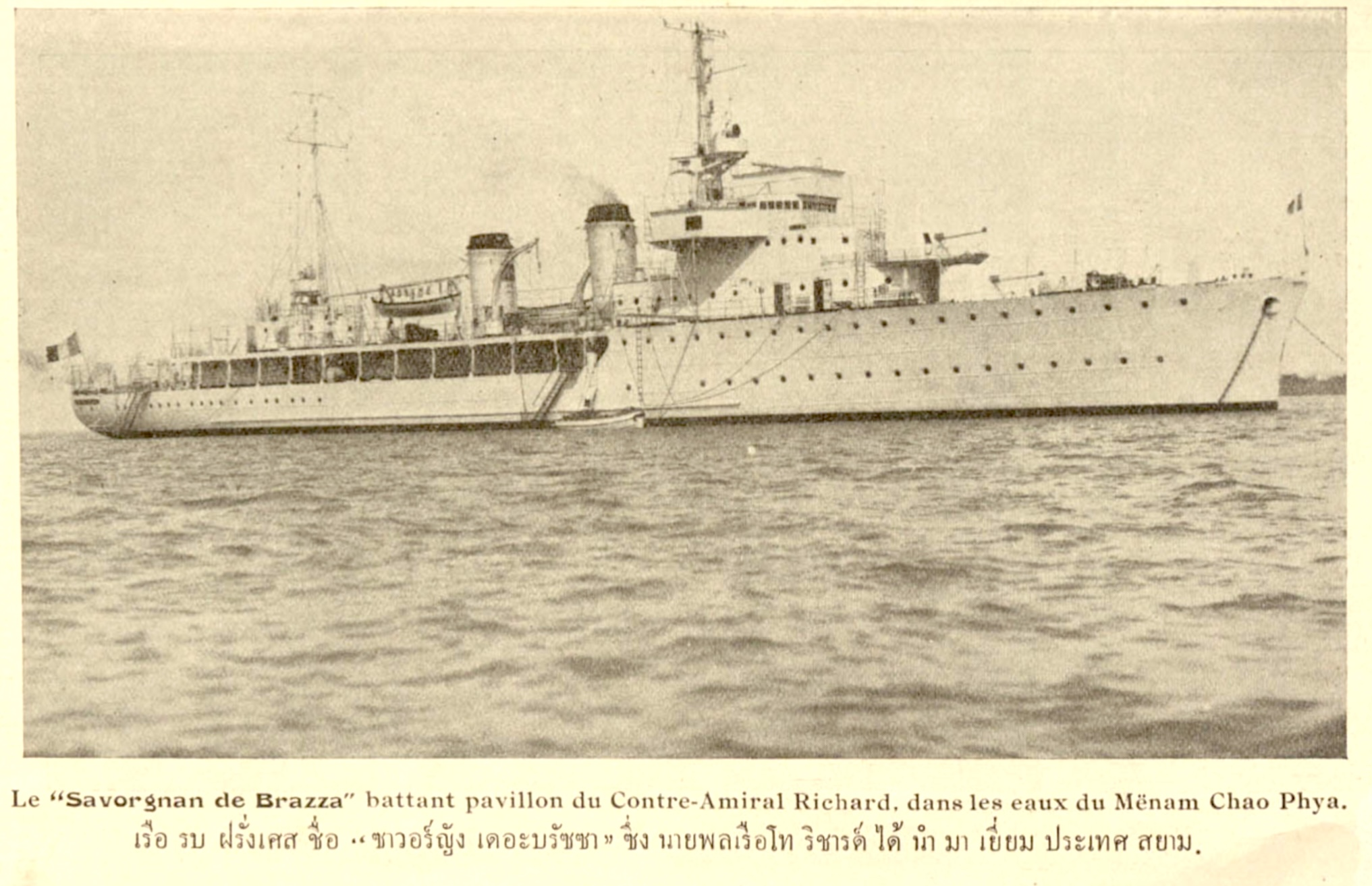
Le Savorgnan de Brazza, dans les eaux du Chao Phraya, 1935

Le Savorgnan-de-Brazza est un aviso colonial français de la classe Bougainville mis en service en 1932 et désarmé le 20 mars 1957. Il fut construit à Bordeaux, aux Ateliers et chantiers Maritimes du Sud-Ouest et lancé le 18 juin 1931. Son nom lui a été donné en l’honneur du comte Pierre Savorgnan de Brazza (1852-1905) officier de marine et explorateur français, qui participa à plusieurs explorations en Afrique.

## Conception
Le Savorgnan-de-Brazza embarque un hydravion. Ses aménagements sont spécialement conçus pour les pays chauds. Les deux moteurs Diesel-Sulzer ont été construits dans les ateliers du Havre de la Société des Forges et Chantiers de la Méditerranée.
Aux essais, le Savorgnan-de-Brazza a réalisé une vitesse moyenne voisine de 18,2 nœuds lorsque le marché stipulait 15,5 nœuds
Le premier commandant de cet aviso est le capitaine de frégate Joseph Rosati.

## Carrière
Avec son sister-ship l'Amiral Charner, il fit partie des forces navales en Extrême-Orient jusqu’en février 1940. Il est en métropole au moment de l’évacuation de la poche de Dunkerque à laquelle il participe. Il s'est réfugié au Royaume-Uni lors de la saisie britannique des navires français, le 3 juillet 1940 (opération Catapult). Il est réarmé par les Forces navales françaises libres (FNFL) et commandé par le capitaine de corvette André Roux, futur contre-amiral. Dans les FNFL il participe notamment à la bataille de Dakar puis à celle de Libreville où lors d’un combat fratricide, il met hors de combat l'un de ses sister-ships, le Bougainville appartenant à la marine du régime de Vichy. Il continue ensuite la guerre dans la mer Rouge en participant au blocus de Djibouti entre juin 1941 et avril 1942. Il est ensuite affecté à l’escorte de convoi transatlantique. En juin 1943 on le retrouve du côté de Madagascar.Il participe aussi, depuis le port de Durban, en Afrique du Sud, à une campagne contre les sous marins Japonais, équipé de grenades anti sous marins.Dans le cadre du reste de la guerre attaché à  l’Eastern Fleet britannique dans le Pacifique sud.
Ses dernières missions seront elles aussi dans le Pacifique puisqu’il participera à la guerre d'Indochine, notamment au bombardement de Haïphong le 23 novembre 1946, avant d’être désarmé en 1957.
Il reçut durant sa carrière deux citations, l’une à l’Ordre de la Division et l’autre à l’Ordre de l’armée.

## Personnalités ayant servi sur le bâtiment
- Georges Rossignol (1911-1942), Compagnon de la Libération.
- Albert Marteau (1911-1996), Compagnon de la Libération.
- André Roux (1907-1983), Compagnon de la libération
- Paul Galleret (1902-2001)
- Jacquet, capitaine de frégate
- Pierre Porret (1909-1997)[2]
- André Jubelin (1906-1986) Médaille de la Résistance (1946) Legion of Merit (1957)

Grand-croix de la Légion d'honneur (1966) Croix de guerre des Théâtres d'opérations extérieurs
Commandeur de l'ordre du Mérite maritime
Croix de guerre 1939-1945 War Medal 1939-1945